# Markus Holgersson
Markus Holgersson, född den 16 april 1985 i Landskrona, är en svensk före detta fotbollsspelare som sist spelade för Helsingborgs IF i Allsvenskan.

## Karriär
Holgersson spelade mellan 2005 och 2009 för Ängelholms FF och var bland annat med och tog upp laget i Superettan. Inför säsongen 2009 skrev Holgersson ett treårskontrakt med Helsingborgs IF och hade under vårsäsongen en fast plats i lagets startelva. I januari 2012 skrev Holgersson på för Red Bull New York i den amerikanska ligan.
I april 2016 värvades Holgersson av danska AaB, där han skrev på ett tvåårskontrakt. I juli 2017 värvades Holgersson av spanska andraligaklubben Lorca.
Den 8 augusti 2018 återvände Holgersson till Helsingborgs IF, där han skrev på ett 2,5-årskontrakt. Efter säsongen 2019 avslutade Holgersson sin karriär.